# 邱石冥
邱石冥（1898年—1970年），原名树滋，又名稚，号石冥山人，贵州石阡白沙镇人。中国画家，美术教育家。
1924年毕业于国立北京美术学校师范系。与同学五人创办北京京华美术专门学校，请其师姚华任校长。后自1936年至1949年任该校校长。
1927年拜齐白石为师，为白石老人之“拜门弟子”。因师徒关系良好，齐白石曾长期出入京华美专，任校董及教授。
邱石冥也曾任北京大学艺术学院讲师，北京艺专教授、北京古物陈列所国画研究室导师。
1951年任西安美专美术史教授。
1958年后任内蒙古师范学院艺术系国画教授。
曾在津、沪、苏、杭等城市举办个人画展。著有《中国美术史讲义》、《勾勒讲义》等。